# Zaščita potrošnikov
Zaščita potrošnikov je organizirana v vseh demokratičnih državah Zahoda, kjer je to omogočeno z zakoni in zakonskimi predpisi. Način izvajanja te zaščite pa je odvisen od organiziranosti v posameznih državah različen. Zaščita je vedno tesno povezana z vladno regulativo, zakonom o zaščiti potrošnikov, pravicami potrošnikov, organizacijami za zaščito potrošnikov, individualnih in kolektivnih aktivnosti in družbenih akcij na tem področju. 